# کنت فرنچ
کنت فرنچ (انگلیسی: Kenneth French؛ زادهٔ ۱۰ مارس ۱۹۵۴) اقتصاددان اهل ایالات متحده آمریکا است. او استاد دانشگاه MIT بود.